# Jean-André Valletaux

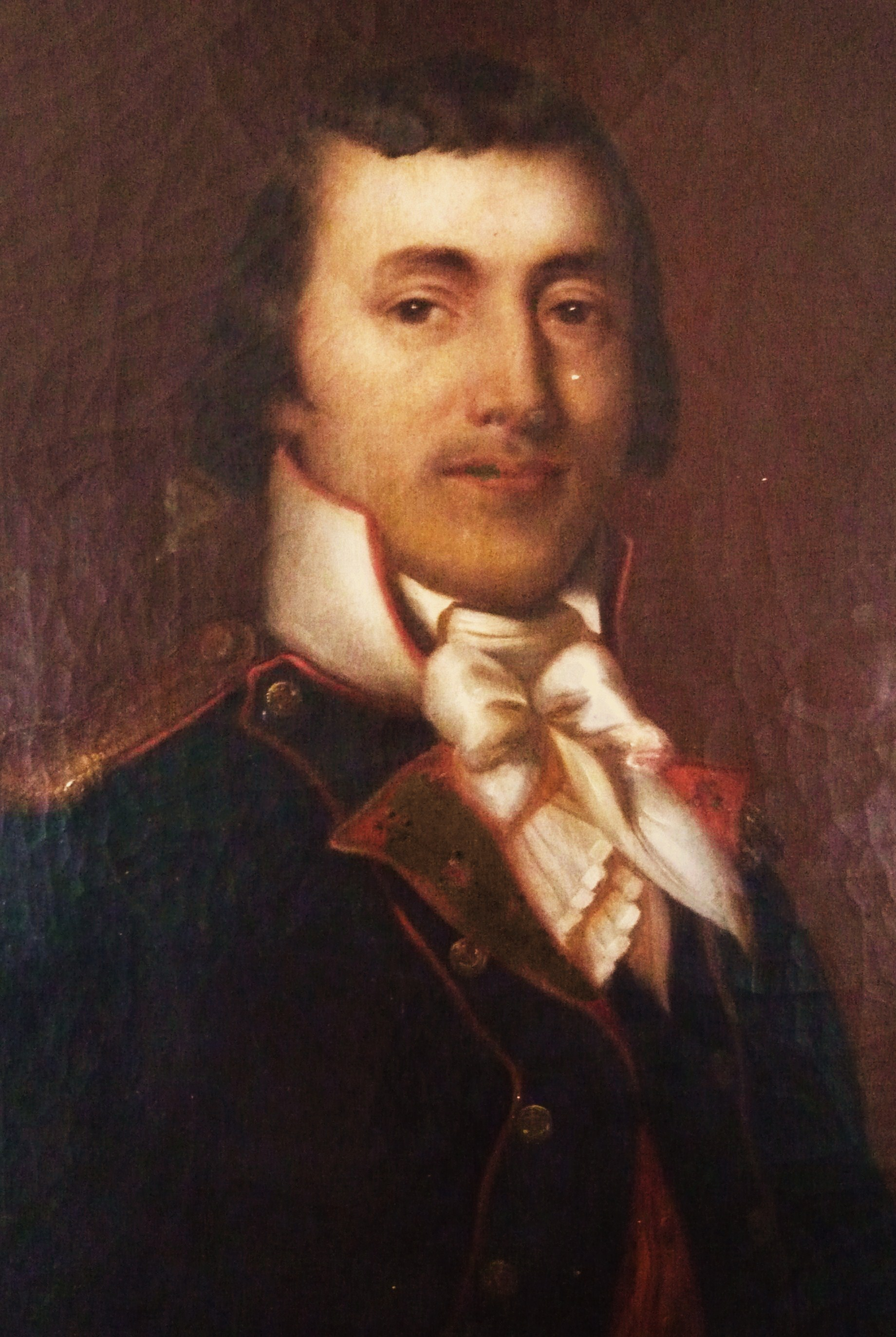
Jean-André Valletaux

Jean-André Valletaux (* 23. November 1773 in Hiersac; † 23. Juni 1811 bei Cogorderos) war ein französischer Général de brigade.

## Leben
Valletaux wurde schon früh ein Anhänger Napoleons und schloss sich ihm bereits während der Revolutionskriege an. Er konnte sich mehrfach durch Tapferkeit auszeichnen und wurde auch sehr schnell befördert.
Am 16. Juli 1795 fungierte er als Befehlshaber im Gefecht bei Plouharnel und in der Schlacht um Quiberon gegen die Armee der Emigranten.
Er kam im Rang eines Generals in den Stab von Marschall Nicolas Jean-de-Dieu Soult und war an den Napoleonischen Kriegen in Spanien beteiligt. Er kämpfte bei Buçaco (27. September 1810) und am Gévora (19. Februar 1811). In der Schlacht bei Fuentes de Oñoro (3./5. Mai 1811) wurde er leicht und in der Schlacht bei Cogorderos (23. Juni 1811) wurde er tödlich verwundet.
Er starb noch am selben Tag und wurde am Rande des Schlachtfeldes, am Ufer des Orvigo begraben. Sein Grabstein erhielt die Inschrift:

Ci-git un général couronné par la gloire

et qui dans les combats ne fait jamais vaincu.

Passant, de Valletaux respecte la mémoire

il mourut en héros comme il avait vécu.

## Ehrungen
- Commandeur der Ehrenlegion
- Sein Name findet sich am westlichen Pfeiler (32. Spalte) des Triumphbogens am Place Charles-de-Gaulle (Paris).